# Suburgatory
Suburgatory ou Vie de banlieue au Québec est une série télévisée américaine en 57 épisodes de 22 minutes créée par Emily Kapnek et diffusée entre le 28 septembre 2011 et le 14 mai 2014 sur le réseau ABC et en simultané sur Citytv au Canada.
En France, la série a été diffusée du 3 mai 2013 au 23 mars 2015 sur Canal+ Family, depuis le 24 avril 2014 sur HD1 et depuis le 3 juillet 2017 sur NT1, au Québec, du 27 août 2013 au 2 avril 2015 sur VRAK.TV et en Belgique du 21 janvier 2014 au 24 février 2015 sur La Une.
Le titre est un mot-valise conçu par l'ancienne productrice principale de CNN Linda Kennan, des mots "suburb" (banlieue) et "purgatory" (purgatoire).

## Synopsis
La série suit la vie de George, un père divorcé qui décide de s'éloigner de New York pour aller vivre une vie meilleure en banlieue à Chastwin après avoir trouvé une boîte de préservatifs dans les affaires de sa fille, Tessa. Cette dernière apprend bien malgré elle comment vivre en banlieue où les gens sont superficiels, saisissant chaque occasion pour tenter de convaincre son père de retourner vivre à New York.

## Distribution

### Acteurs principaux
- Jeremy Sisto (VF : Maurice Decoster) : George Altman. Un père célibataire est un architecte de New York City, qui décide de déménager de la ville dans la banlieue, voulant une meilleure vie pour sa fille, Tessa. Beaucoup des femmes de Chatswin deviennent attirées par lui, ce qui le rend mal à l'aise. Il se souvient de sa vie dans la ville avec émotion, mais s'habitue peu à peu à la vie en banlieue. Il entame une relation amoureuse avec Dallas.
- Jane Levy (VF : Karine Foviau) : Tessa Altman, la fille de George, qui est moins que ravie de son nouveau décor de banlieue. Elle maintient une idée romancée de la vie dans la ville. Elle essaie de maintenir une distance émotionnelle des résidents de Chatswin, dont sa meilleure amie Lisa et son petit-ami Ryan. À cause de ça, elle prévoit de rompre subtilement avec Ryan dans la saison 2, mais il termine la relation en premier. Dans la saison 3, il est très clair qu'elle a développé de forts sentiments pour Ryan et n'a pas surmonté leur rupture.
- Cheryl Hines (VF : Virginie Ledieu) : Dallas Royce, la mère de Dalia et la voisine puis petite-amie de George. Elle emploie Tessa et est une figure maternelle pour elle quand elle a besoin de conseils. Elle est mariée au père de Dalia dans la saison un, mais ils divorcent pendant la saison. Elle sort avec George pendant la saison 2 et ils rompent ensuite quand elle réalise qu'elle n'est pas prête pour qu'ils vivent ensemble. Il est très clair dans la saison 3 qu'elle et George sont toujours intéressés l'un par l'autre.
- Carly Chaikin (VF : Barbara Beretta) : Dalia Oprah Royce, une fille matérialiste et axée sur la mode dans le groupe populaire de l'école qui devient la rivale de Tessa. Elle est connue pour exprimer rarement ses émotions, ne souriant jamais. Dans la saison 2, il est révélé qu'elle est obsédée par l'idée de devenir la fille de George, référant à lui comme "Papa Altman".
- Allie Grant (VF : Joséphine Ropion) : Lisa Marie Shay LeFrique, la meilleure amie de Tessa. Elle est plutôt maladroite et est très souvent embarrassée par sa famille. Elle est aussi très sensible à n'importe quelle réaction de rejet de sa famille ou de Tessa. Vers la fin de la saison trois, elle épouse Malik.
- Ana Gasteyer (VF : Laure Sabardin) : Sheila Shay, la voisine commère de George et Tessa qui vit directement en face d'eux. Elle est la femme autoritaire de Fred et la mère surprotectrice de Lisa. Elle est aussi la mère adoptive de Ryan et Victor, dont elle raffole de manière obsessionnelle, surtout Ryan.
- Chris Parnell (VF : Yann Pichon) : (récurrent saison 1) Fred Shay, le mari de Sheila et père de Lisa. Il est aussi le père adoptif de Ryan et Victor. Il est souvent représenté comme étant dominé par sa femme et protégé, mais il a tendance à bien s'adapter à de nouvelles situations.
- Alan Tudyk (VF : Serge Biavan) : (récurrent saison 3) Noah Werner, le meilleur ami de George, qui est dentiste. Il aide souvent à George à assimiler la culture suburbaine, ayant quitté la ville il y a quelques années. Il est marié à Jill, mais est divorcé quand il est révélé qu'il est épris de leur domestique Carmen. Dans la saison 3, il force George et Fred à vivre le mode de vie de jeune célibataire avec lui. Il a aussi un fils avec Jill.
- Rex Lee (VF : Vincent de Bouard) : (saisons 1 et 2) Mr Wolfe, conseiller d'orientation au lycée, qui est toujours de bonne humeur. Il est ouvertement gay, après que Tessa l'ait incité à faire son coming out.

### Acteurs récurrents
- Parker Young (VF : Yann Peira) : Ryan Shay, le joueur de football stupide et le grand frère souvent embarrassant de Lisa. Il est la personne la plus populaire de son lycée, et apparaît comme étant aussi superficiel que le reste des résidents de Chatswin. Dans le dernier épisode de la saison 1, Lisa découvre que Ryan est adopté, s'ajoutant à sa perception que ses parents préfèrent Ryan à elle. Il sort avec Tessa pendant la saison 2, et lui permet de l'aider à changer sa personnalité. Quand Tessa lui fait tirer au sort le nom de l'université dans laquelle il va aller, il pioche une école loin de Chatswin, ce qui les fait rompre quand Dalia lui confie que Tessa a truqué le tirage. Il part à l'université en Floride pendant la saison 3, et commence à sortir avec une fille qui est similaire à Tessa au niveau de la personnalité.
- Maestro Harrell (VF : Mohamed Sanou) : Malik LeFrique, il est devenu bon ami avec Tessa en travaillant avec elle pour le journal de l'école. Il a une relation mouvementée avec Lisa. À la fin de la saison 3, Malik et Lisa se marient.
- Bunnie Rivera (VF : Marie-Madeleine Burguet-Le Doze) : Carmen, la ménagère de Dallas, qui est plus tard embauchée par Noah, qui finit par tomber amoureux d'elle.
- Abbie Cobb (en) (VF : Laurence Sacquet) : Kimantha, une amie de Dalia (saison 1-2).
- Sam Lerner (VF : Thomas Sagols) : Evan, un ringard amoureux de Dalia.
- Todd Sherry (VF : Fabien Jacquelin) : Tom est gay et est le père adoptif des jumelles Kaitlin et Kenzie.
- Jay Mohr (VF : Bernard Bollet) : Steven Royce, père de Dalia et ex-mari de Dallas après l'avoir trompé. (saison 1-2)
- Gillian Vigman (VF : Gaëlle Savary) : Jill Werner, la femme émotionnellement froide de Noah, qui divorce dans la saison 2. Elle croit être une écrivaine indépendante réussie, alors qu'elle n'a sorti qu'un livre indépendant. (saison 1-2)
- Katelyn Pacitto (VF : Olga Sokolow), Kara Pacitto (VF : Sasha Supera) : Kenzie et Kaitlin Sherry, les amies de Dalia, qui sont aussi jumelles. Quand elles sont ensemble avec Kimantha, Tessa fait référence aux trois comme les "KKK". (saison 1-2)
- Evan Arnold (en) (VF : Michael Aragones) : Chef Alan, le petit ami de Mr. Wolfe qui travaille comme chef dans la cafétéria du lycée. Il trompe plus tard Mr Wolfe avec son ancien petit-ami. (saison 1-2)
- Thomas McDonell (VF : Donald Reignoux) : Scott Strauss, un étudiant dont Dalia est amoureuse et qui a plus tard une histoire avec Tessa. (saison 1-2)
- Alex Boling (VF : Michael Aragones) : Alex, meilleur-ami gay de Tom (saison 1-2)
- Alicia Silverstone (VF : Nathalie Régnier) : Eden, l'ancienne petite-amie de George et la mère porteuse de l'enfant de Noah et Jill, Opus. À la fin de la saison un, elle et George étaient ensemble, mais dans le premier épisode de la saison deux, il a été mentionné qu'elle et George avaient rompu. (saison 1)
- Malin Åkerman (VF : Malvina Germain) : Alex, l'ancienne femme de George et la mère de Tessa, à qui elle manque beaucoup.
- Natasha Leggero (en) (VF : Chantal Baroin) : Nora, propriétaire d'une boutique et petite-amie (potentielle) de George. (saison 3)
- Lindsey Shaw (VF : Marie-Eugénie Maréchal) : June, petite amie de Ryan qui a la même personnalité et les mêmes goûts que Tessa. (saison 3)
- Bryson Barretto (VF : Victor Quilichini) : Victor (saison 3)

Version française réalisée par la société de doublage Dubbing Brothers, sous la direction artistique de Laura Préjean.
Source VF : Doublage Séries Database

## Production

### Développement
Après avoir d'abord commandé treize épisodes, ABC allonge la série pour une saison complète le 13 octobre 2011.
Le 10 mai 2012, la série a été renouvelée pour une deuxième saison.
Le 10 mai 2013, la série a été renouvelée pour une troisième saison réduite de treize épisodes.
Le 9 mai 2014, la série a été officiellement annulée par ABC après trois saisons.

### Casting
Les rôles ont été distribués dans cet ordre : Jane Levy, Alan Tudyk, Allie Grant, Jeremy Sisto et Carly Chaikin, Cheryl Hines, Ana Gasteyer et Rex Lee.
En mai 2013, il est annoncé qu'Alan Tudyk et Rex Lee ne reviendront pas pour la troisième saison.

### Tournage
L’épisode pilote a été tourné à Philadelphie et le reste à Los Angeles.

### Fiche technique
- Titre original : Suburgatory
- Créatrice : Emily Kapnek
- Réalisation : Vernon Davidson et Aaron Wohlberg
- Scénario : Corinne Marshall, Emily Kapnek, Patricia Breen
- Décors : Andrea Mae Fenton
- Costumes : Mynka Draper
- Photographie : Hopper Stone
- Montage : Thomas M. Bolger
- Musique : Jared Faber
- Casting : Angela Scaletta
- Production : Jill Danton, Ken Whittingham
  - Production exécutive : Emily Kapnek
- Sociétés de production : Piece of Pie Productions, Warner Bros. Television
- Société de distribution : ABC
- Format : Couleur - 1,78 : 1
- Pays d'origine :  États-Unis
- Langue originale : Anglais
- Genre : Comédie
- Durée : 22 minutes

 Sauf indication contraire, les informations mentionnées dans cette section peuvent être confirmées par la base de données cinématographiques IMDb,  présente dans la section « Liens externes ».

### Diffusion internationale
En version originale
- États-Unis : depuis le 28 septembre 2011 sur ABC
- Canada : depuis 28 septembre 2011 sur Citytv

En version française
- France : depuis le 3 mai 2013 sur Canal+ Family et sur NT1 depuis le 24 avril 2014
- Québec : depuis le 27 août 2013 sur VRAK.TV
- Belgique : depuis le 21 janvier 2014 sur La Une

## Épisodes
| Saison | Saison | Nombre d'épisodes | Jour et heure de diffusion | Diffusion originale sur ABC | Diffusion originale sur ABC | Année     | Audience moyenne (en millions) | Audience moyenne (en millions) | Audience moyenne (en millions) |
| Saison | Saison | Nombre d'épisodes | Jour et heure de diffusion | Début de saison             | Fin de saison               | Année     | Première                       | Finale                         | Moyenne                        |
| ------ | ------ | ----------------- | -------------------------- | --------------------------- | --------------------------- | --------- | ------------------------------ | ------------------------------ | ------------------------------ |
|        | 1      | 22                | Mercredi 20h30             | 28 septembre 2011           | 16 mai 2012                 | 2011–2012 | 9.81                           | 5.42                           | 7.25                           |
|        | 2      | 22                | Mercredi 21h30             | 17 octobre 2012             | 17 avril 2013               | 2012-2013 | 7.54                           | 5.45                           | 6.00                           |
|        | 3      | 13                | Mercredi 20h30             | 15 janvier 2014             | 14 mai 2014                 | 2014      | 5.30                           | 5.23                           | 5.40                           |

### Première saison (2011-2012)
1. Bienvenue au purgatoire ! (Pilot)
2. Rite de passage (The Barbecue)
3. La Guerre des mères (The Chatterer)
4. Salut poupée ! (Don't Call Me Shirley)
5. Même pas peur… (Halloween)
6. Charité bien ordonnée (Charity Case)
7. Joyeux anniversaire Tessa ! (Sweet Sixteen)
8. Le Dindon de la farce (Thanksgiving)
9. Tout ça pour ça (The Nutcracker)
10. Ça va pas être possible (Driving Miss Dalia)
11. Fausses routes (Out in the Burbs)
12. La Confiance règne (The Casino Trip)
13. Les Jeux de l'amour (Sex and the Suburbs)
14. Le Meilleur du meilleur (The Body)
15. Les Amies de mes amies (Fire with Fire)
16. Orgueil et préjugé (Poetic Injustice)
17. Soif d'indépendance (Independence Day)
18. La Déprime de Dallas (Down Time)
19. Le Jardin d'Eden (Entering Eden)
20. Grossesse très nerveuse (Hear No Evil)
21. Besoin d'évasion (The Great Compromise)
22. Le Cœur des mamans (The Motherload)

### Deuxième saison (2012-2013)
Le 10 mai 2012, la série est renouvelée pour une deuxième saison dont la diffusion a débuté le 17 octobre 2012.
1. Retour au bercail (Homecoming)
2. La Sorcière de Chatswin (The Witch of East Chatswin)
3. Le Monde de Ryan (Ryan's Song)
4. Un homme, un vrai (Foam Finger)
5. L'Invitée inattendue (The Wishbone)
6. Le Poisson de l'amitié (Friendship Fish)
7. Au nom de Ryan (Krampus)
8. Le Clash dance (Black Thai)
9. La Rage aux dents (Junior Secretary's Day)
10. Copines de footballeurs (Chinese Chicken)
11. Du poil de la bête (Yakult Leader)
12. Le Langage du corps (Body Talk)
13. Ah… l'amooour ! (Blowtox and Burlap)
14. Tessa l'experte (T-Ball and Sympathy)
15. Le Grand départ (Leaving Chatswin)
16. Tout pour Carmen (How to Be a Baby)
17. Mange, prie, mange (Eat, Pray, Eat)
18. Thérapie par le luxe (Brown Trembler)
19. L'Homme de décembre (Decemberfold)
20. Le Choix de Tessa (Go, Gamblers)
21. Toutes griffes dehors (Apocalypse Meow)
22. Avec ou sans toit (Stray Dogs)

### Troisième saison (2013-2014)
Le 10 mai 2013, la série a été renouvelée pour une troisième saison de treize épisodes diffusée du 15 janvier au 14 mai 2014.
1. Ca s'en va et ça revient (No Me Gusta, Mami)
2. Le Petit nouveau (Victor Ha)
3. Ryan : Le retour (Open Door Policy)
4. Chacun son territoire (The Birds and the Biederman)
5. Le Nouveau Noah (Blame It on the Rainstick)
6. Rébellion ! (About a Boy-Yoi-Yoing)
7. Besoin de conseils (I'm Just Not That Into Me)
8. Lance toi Lisa ! (Catch and Release)
9. Dallas, avant Dallas (The Ballad of Piggy Duckworth)
10. Le Concours de beauté (No, You Can't Sit with Us)
11. Dalia cherche sa voie (Dalia Nicole Smith)
12. La Bague au doigt (Les Lucioles)
13. Amour toujours (Stiiiiiiill Horny)

## Audiences

### Aux États-Unis
Le mercredi 28 septembre 2011, l’épisode pilote de la série est diffusé sur ABC. Il réalise un très bon démarrage en touchant 9,81 millions de téléspectateurs, et en réalisant un taux de 3,3 % sur les 18/49 ans, la cible prisée des annonceurs américains. Ensuite les épisodes se stabilisent au-dessus des 7 millions de téléspectateurs pour réunir en moyenne 7,25 millions de téléspectateurs lors de sa première saison.
La deuxième saison de la série est lancée le mercredi 17 octobre 2012, réalise un retour convenable en réunissant 7,54 millions de téléspectateurs et un taux de 2,8 % sur les 18/49 ans. Ensuite les audiences se stabilisent autour des 6 millions de téléspectateurs pour réunir en moyenne 6 millions de téléspectateurs pour cette saison 2.
Le mercredi 15 janvier 2014, la série revient pour une troisième saison en effectuant son plus faible retour en rassemblant 5,30 millions de téléspectateurs et un taux de 1,6 % sur les 18/49 ans. La saison a réuni entre 5 et 6 millions de fidèles jusqu'au final de la saison 3 qui a réuni 5,30 millions de téléspectateurs et un taux de 1,6 % sur les 18/49 ans. Des scores ne permettant pas à la série d'être renouvelée pour une quatrième saison.

## Sorties DVD
| Saison | Saison | Épisodes | Diffusion originale | Diffusion originale | Sortie en DVD     | Sortie en DVD   |
| Saison | Saison | Épisodes | Début de saison     | Fin de saison       | États-Unis        | France          |
| ------ | ------ | -------- | ------------------- | ------------------- | ----------------- | --------------- |
|        | 1      | 22       | 29 septembre 2011   | 16 mai 2012         | 18 septembre 2012 | 23 octobre 2014 |

- Seule la saison 1 a bénéficié d'une sortie en DVD. Les saisons suivantes n'ont jamais été éditées.